# John Neville, Neville bárója
John Neville, Neville bárója középkori angol nemes volt, aki a Lancaster-ház oldalán harcolva esett el a towtoni csatában.

## Élete
1410 körül született, Sir John Neville és Elizabeth Holland második fiaként. Két fiútestvére – Ralph és Thomas – és egy lánytestvére, Margaret volt. 1442. február 5. előtt feleségül vette Anne Hollandet, aki unokatestvére, Sir John Neville özvegye volt. Egy gyerekük született, Ralph.
Eredetileg Plantage támogatója volt, csak később, a wakefieldi csata előtt lett a Lancaster-ügy segítője. York az ütközet előtt úgy gondolta, hogy Neville megérkezik majd az erősítéssel, de ez nem történt meg, és a herceg meghalt a csatatéren. Neville részt vett a ferrybridge-i csatában, majd a towtoni ütközetben, ahol életét vesztette. Birtokait a korona elkobozta.

## Fordítás
- Ez a szócikk részben vagy egészben  a   John Nevilla, Baron Neville című angol Wikipédia-szócikk ezen változatának fordításán alapul.  Az eredeti cikk szerkesztőit annak laptörténete sorolja fel. Ez a jelzés csupán a megfogalmazás eredetét és a szerzői jogokat jelzi, nem szolgál a cikkben szereplő információk forrásmegjelöléseként.